# Слобозија (Делени)
Слобозија (рум. Slobozia) насеље је у Румунији у округу Јаши у општини Делени. Oпштина се налази на надморској висини од 189 m.

## Становништво
Према подацима из 2002. године у насељу је живело 1285 становника, од којих су сви румунске националности.